# Mount Bogart
Mount Bogart är ett berg i Kanada.   Det ligger i provinsen Alberta, i den centrala delen av landet, 3 000 km väster om huvudstaden Ottawa. Toppen på Mount Bogart är 3 144 meter över havet.
Terrängen runt Mount Bogart är huvudsakligen bergig.Trakten runt Mount Bogart är nära nog obefolkad, med mindre än två invånare per kvadratkilometer.. 
I omgivningarna runt Mount Bogart växer i huvudsak barrskog.